# Megasporogênese

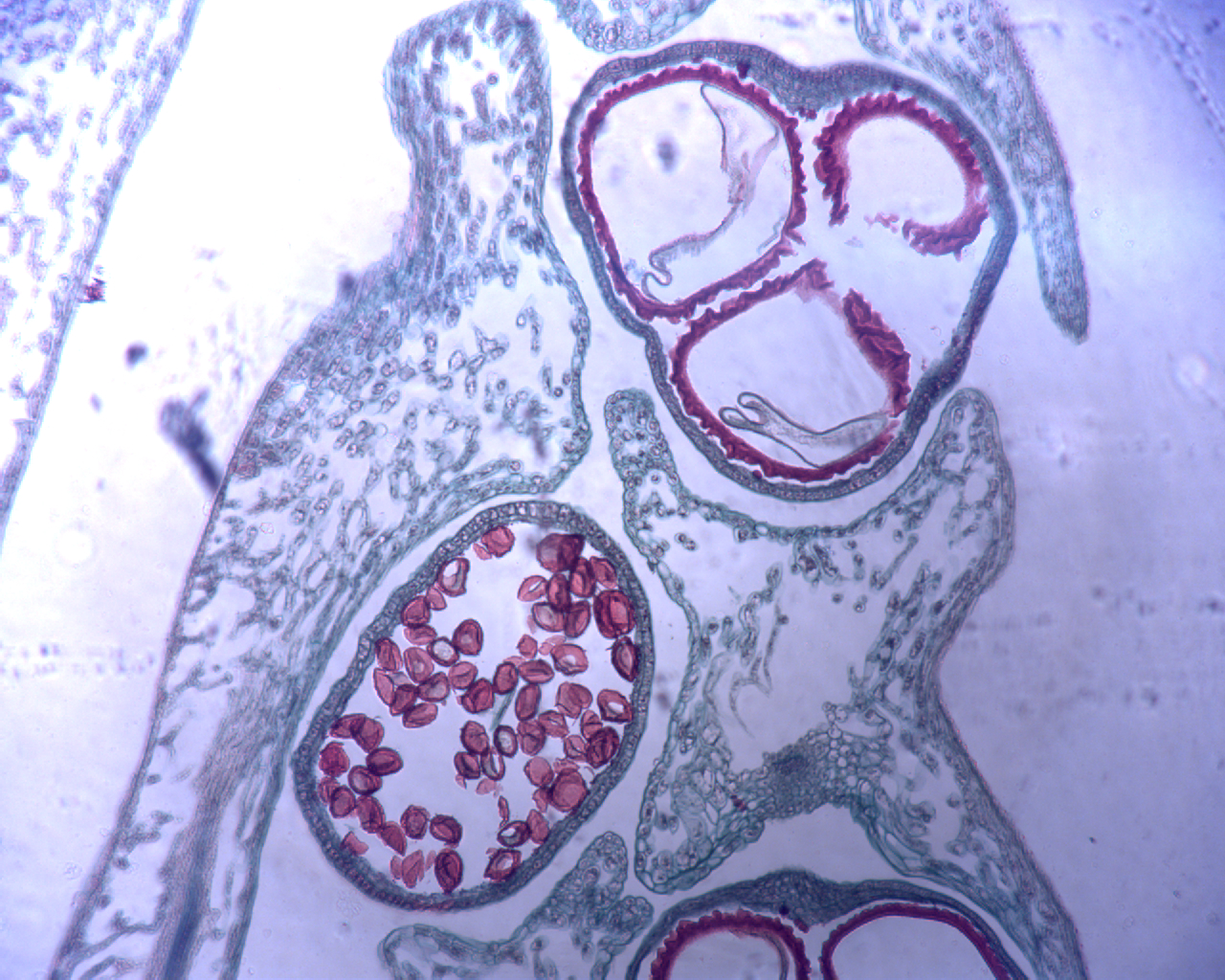
Foto microscópica de esporos (em vermelho) de Selaginella. Os três grandes esporos no topo são megasporócitos ao passo que os numerosos esporos vermelhos menores na parte inferior são microsporócitos.

Megasporogênese é o processo de produção de esporos no aparelho reprodutor feminino da planta, resultando no saco embrionário.
é um processo efêmero que ocorre no início da formação do óvulo, que se encontra preenchido por um tecido denominado nucela. É a partir deste tecido que se diferencia a célula-mãe do saco embrionário ou megasporócito. Por divisões meióticas formam-se 4 células, das quais 3 degeneram-se, a restante forma o megásporo que logo passa à fase gametofítica por divisões mitóticas de seu núcleo, originando o saco embrionário, dentro de um óvulo agora maduro. O saco embrionário é formado por 7 células, antípodas (3), sinérgides (2), 2 núcleos polares em uma grande célula central e a oosfera (=gameta).
Durante a megasporogênese, uma célula precursora diplóide, o megasporócito ou célula mãe do megásporo, passa por meiose para produzir, inicialmente, quatro células haplóides (os megásporos).
As angiospermas exibem três padrões de megasporogênese: monospóricos, bispóricos e tetraspóricos, também conhecido como o tipo de Polygonum, tipo Alisma, e do tipo Drusa, respectivamente. O padrão monospórico ocorre mais frequentemente (> 70% das angiospermas) e é encontrado em muitos grupos economicamente e biologicamente importantes, como Brassicaceae (por exemplo, Arabidopsis, Capsella, Brassica), Gramineae (por exemplo, o milho, o arroz, o trigo), Malvaceae (por exemplo, algodão), Leguminoseae (por exemplo, feijão de soja), e Solanaceae (por exemplo, pimentão, tabaco, tomate, batata, petúnia).